# Суслонгерське міське поселення
Суслонге́рське міське поселення (рос. Суслонгерское городское поселение) — муніципальне утворення у складі Звениговського району Марій Ел, Росія. Адміністративний центр — селище міського типу Суслонгер.

## Історія
Станом на 2002 рік існували Мочалищенська селищна рада (смт Мочалище) та Суслонгерська селищна рада (смт Суслонгер).

## Населення
Населення — 4417 осіб (2019, 5119 у 2010, 5895 у 2002).

## Склад
До складу поселення входять такі населені пункти:
| Населений пункт                 | Населення, осіб (2002) | Населення, осіб (2010) |
| ------------------------------- | ---------------------- | ---------------------- |
| Мочалище, селище                | 2253                   | 1958                   |
| Суслонгер, селище міського типу | 3642                   | 3161                   |